# Attraverso (Lorenzo Fragola e Mameli)
Attraverso è un singolo dei cantautori italiani Lorenzo Fragola e Mameli, pubblicato il 6 maggio 2022 come primo estratto dall'album Crepacuore.

## Tracce
1. Attraverso – 2:41